# François Villain de Gand
François Villain (né le 8 juin 1588 à Lomme et mort le 28 décembre 1666) est un ecclésiastique qui fut évêque de Tournai de 1646 à 1666.

## Biographie
François Villain de Gand succède à son oncle Jacob Maximilien Villain de Gand.
Il authentifie vers 1653 des ossements des martyrs issus du massacre de la légion thébaine provenant de l'abbaye territoriale de Saint-Maurice d'Agaune, qui ont été déposés par L'abbé Hippolyte Boedt dans L'église Saint-Nicolas de Wasquehal.